# Ferenc Molnár
Dans le nom hongrois Molnár Ferenc, le nom de famille précède le prénom, mais cet article utilise l’ordre habituel en français Ferenc Molnár, où le prénom précède le nom.
Pour les articles homonymes, voir Molnar.
Œuvres principales
- Les Garçons de la rue Paul (1906)
- Liliom (1909)

Ferenc Molnár, de son vrai nom Ferenc Neumann (né le 12 janvier 1878 à Budapest, dans l'empire austro-hongrois, et mort le 1er avril 1952 à New York), est un écrivain hongrois du XXe siècle. En France, ses écrits ont parfois paru sous le nom francisé François Molnar.

## Biographie
Ferenc Molnár est issu d'une famille juive aisée de Budapest. Son père est médecin. Il débute dans le journalisme avant de poursuivre des études de droit à Budapest puis à Genève. Il prend alors le pseudonyme de Molnár (« meunier » en hongrois), en référence au personnage d'une de ses premières pièces.
Au cours de la Première Guerre mondiale, il est correspondant de guerre. Partisan fier et chauvin de l'empire d'Autriche-Hongrie, les rapports qu'il réalise sont si positifs qu'il reçoit une décoration de l'empereur François-Joseph, mais il est également l'objet de critiques de la part de ses compatriotes pacifistes. Il écrit plus tard au sujet de son expérience vécue en tant que correspondant de guerre.
Réfugié en 1937 à Genève, pour échapper aux persécutions nazies contre les juifs de Hongrie, il émigre au début de la Seconde Guerre mondiale aux États-Unis où il réside jusqu'à sa mort, en 1952, à l'âge de 74 ans.
Marié trois fois, il a eu un fils de sa première épouse.
Beaucoup de ses pièces de théâtre ont été adaptées à plusieurs reprises au cinéma.

### Les Garçons de la rue Paul

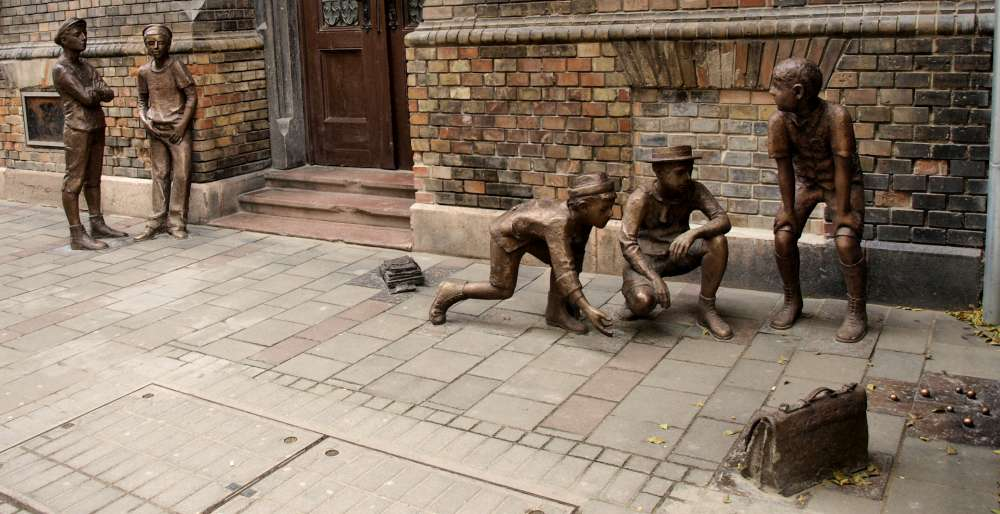
Statues des Garçons de la rue Paul, à Budapest.

Ferenc Molnár est principalement connu pour son roman Les Garçons de la rue Paul, publié en France en 1937. L'histoire relate l’affrontement, dans les rues du Budapest du début du XXe siècle, de deux bandes rivales de gamins pour la possession du seul terrain vague disponible pour les jeux d'enfants. Les enfants font montre de courage et d'amitié dans une ville où ils étouffent. Publié en 1906, ce roman est un classique de la littérature pour la jeunesse. Souvent adapté au cinéma, il est classé en 2005, second roman préféré des Hongrois lors d'une enquête réalisée par le sondage littéraire The Big Read version hongroise. En hommage, plusieurs statues représentant les jeunes héros du livre, ont été érigées à Budapest.

## Œuvre

### Romans et nouvelles
Titres parus en France
- 1906 : Les Garçons de la rue Paul (A Pál utcai fiúk'') Première parution française : 1937, Paris, éditions Delamain et Boutelleau, collection Maïa, traduit par André Adorjan et Ladislas Gara, illustrations de T. Gergely[3].
- Date inconnue : L'Impardonnable Péché Nouvelle. Première parution française : 1926, Paris, traduit par Louis Thomas.
- Date inconnue : À cœur perdu (Farewell my heart) Première parution française : 1946, New York, Éditions de la Maison française, traduit par Robert F. Maroni.

Titres inédits en France
- Az éhes város (1901)
- Egy gazdátlan csónak története (1901)
- Muzsika (1908)
- Egy haditudósító naplója (1916)
- A zöld huszár (1938)
- Útitárs a száműzetésben – Jegyzetek egy önéletrajzhoz (1950)
- A Dohány-utca és a Körút-sarok (1952)
- A zenélő angyal

### Théâtre

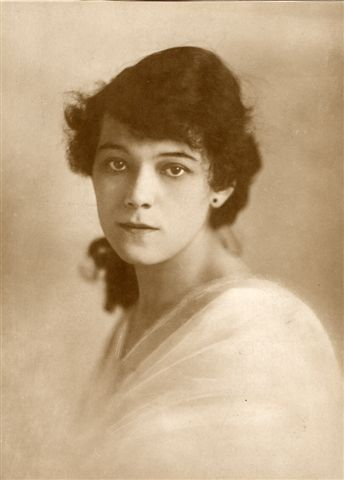
Gizi Bajor dans Úri divat en 1917, Théâtre national de Hongrie.

Ferenc Molnár est l'auteur d'une quarantaine de pièces dont les principales sont :
Pièces jouées en France
- 1907 : Le Diable (Az ördög)
- 1909 : Liliom Première représentation en France en 1923[4].
- 1910 : L'Officier de la garde (A Testőr) Première représentation en France en 1990 : Paris, Comédie des Champs-Élysées.
- 1920 : Le Cygne (A hattyú)  Première représentation en France en 1927[5].
- 1926 : Jeu dans le château (Játék a kastélyban)
- Date inconnue : Mensonges, 1 acte, traduit du hongrois par Louis Thomas, jouée en 1927 en France.
- Date inconnue : Deux gifles, saynète, adaptée du hongrois par Louis Thomas, jouée en 1925 en France.
- Date inconnue : La Vie de château, comédie, Théâtre de la Michodière, Paris, jouée en 1939 en France.
- 1930 : La Fée (A jó tündér), pièce en 3 actes, jouée en 1947 en France[6].

Pièces jouées en Belgique
- 1928 : Olympia |Première représentation en Belgique en 1965 : Bruxelles, Théâtre National de Belgique, adaptation de Georges Sion.

Pièces inédites en France
- Józsi és egyéb kis komédiák (1904)
- A Testőr (1910)
- A Farkas (1912)
- Úri divat (1916)
- A fehér felhő (1916)
- Farsang (1916)
- Egy haditudósító naplója (1916)
- Színház: Előjáték Lear királyhoz, Marsall, Az ibolya (1921)
- Égi és földi szerelem (1922)
- A vörös malom (1923)
- Az üvegcipő (1924)
- Riviera (1926)
- Olympia (1928)
- Egy, kettő, három (1929)
- Valaki (1931)
- Harmónia (1932)
- Nagy szerelem (1935) (littéralement : Grand Amour)
- Delila (1937)
- Panoptikum (1949)

### Cinéma
Ferenc Molnár a participé à l'écriture du scénario du film Le Chercheur d'or (Az aranyásó) (1914), de Michael Curtiz

## Adaptations au cinéma et à la télévision
(liste non exhaustive)
Les Garçons de la rue Paul
- 1924 : A Pál utcai fiúk, film hongrois de Béla Balogh
- 1929 : A Pál utcai fiúk, film hongrois de Béla Balogh
- 1934 : A Pál utcai fiúk, film hongrois de Zoltán Fábri.
- 1934 : Comme les grands (No Greater Glory), film américain de Frank Borzage.
- 1935 : I ragazzi della via Pal, film italien d'Alberto Mondadori, Mario Monicelli.
- 1969 : Les Garçons de la rue Paul (A Pál utcai fiúk), film hongrois de Zoltán Fábri.
- 2003 : I ragazzi della via Pal, film italien de Maurizio Zaccaro.
- 2005 : A Pál utcai fiúk, film hongrois de Ferenc Török.

Liliom
- 1919 : Liliom, film américain de Michael Curtiz.
- 1921 : A Trip to Paradise, film américain de Maxwell Karger.
- 1930 : Liliom, film américain de Frank Borzage, avec Charles Farrell.
- 1934 : Liliom, film français de Fritz Lang, avec Charles Boyer, Madeleine Ozeray.
- 1945 : Carousel, comédie musicale de Rodgers et Hammerstein
- 1956 : Carousel, film musical américain de Henry King, avec Gordon MacRae, Shirley Jones.
- 1967 : Carousel, film télévisé musical américain de Paul Bogart.

Le Cygne
- 1925 : Sa Majesté s'amuse (The Swan), film américain de Dimitri Buchowetzki, avec Frances Howard, Adolphe Menjou, Ricardo Cortez.
- 1930 : One Romantic Night, film américain de Paul L. Stein, avec Lillian Gish, Rod La Rocque, Conrad Nagel.
- 1956 : Le Cygne (The Swan), film américain de Charles Vidor, avec Grace Kelly, Alec Guinness, Louis Jourdan.

La Fée
- 1935 : La Bonne Fée (The Good Fairy), film américain de William Wyler, avec Margaret Sullavan, Herbert Marshall.
- 1947 : I'll be yours, film musical américain de William A. Seiter, avec Deanna Durbin, Tom Drake.

Nagy szerelem (littéralement, Grand Amour)
- 1937 : Mariage double (Double Wedding), film américain de Richard Thorpe, avec William Powell, Myrna Loy.

Olympia
- 1929 : His Glorious Night, film américain de Lionel Barrymore, avec John Gilbert, Catherine Dale Owen, Nance O'Neil.
- 1930 : Si l'empereur savait ça, film français de Jacques Feyder, avec André Luguet, Françoise Rosay, Tania Fédor.
- 1930 : Olympia, film allemand de Jacques Feyder, avec Nora Gregor, Theo Shall, Julia Serda.
- 1960 : Un scandale à la cour (A Breath of Scandal), film américain de Michael Curtiz, avec Sophia Loren, Maurice Chevalier, John Gavin.

Un, deux, trois
- 1961 : Un, deux, trois (One, two, three), film américain de Billy Wilder.